# As Told by Ginger
As Told By Ginger (Ginger no Brasil) é uma série de desenho animado produzido pela Nickelodeon e pelo estúdio de animação Klasky Csupo Inc., estreado em 25 de outubro de 2000 nos Estados Unidos e em 1 de novembro de 2001 no Brasil. Narra as aventuras de Ginger Foutley, uma adolescente de 12 anos, que junto com seus amigos, enfrenta os problemas dessa fase e a evolução que envolve crescer. É um dos Nicktoons mais famosos e já recebeu uma indicação ao prêmio Emmy,na categoria "Melhor Programa Animado com Menos de Uma Hora". Terminou sua produção em 2003, com um total de 60 episódios divididos em 3 temporadas, incluindo 4 especiais.

## Personagens
- Ginger Foutley: É uma aluna que está na 6.ª série desse incrível e assustador mundo que se chama o primeiro grau escolar. É uma garota comum, mas que tem uma tendência a refletir um pouco mais do que o resto das crianças da sua idade. Ela está sempre tentando encontrar o seu verdadeiro "eu". A estrutura social da escola onde estuda, Lucky Junior High, a incomoda um pouco, mesmo assim, não deixa de achar tudo fascinante. Porém, as preocupações de Ginger somem quando Courtney, a rainha da popularidade na escola, decide que ela pode ser sua amiga. Com um pé em cada grupo, Ginger tenta equilibrar a lealdade aos seus velhos amigos e o desejo de ser uma garota popular. Bem vindos ao colégio e ao mundo de Ginger!
- Robert "Hoodsey" Bishop: Ele é o irmão mais novo de Dodie, que é a melhor amiga de Ginger. Hoodsey seria o menino mais feliz do mundo se pudesse passar o dia todo vendo televisão e brincando com seus bonecos. Mas ele é obrigado a interagir com o mundo real, o que muitas vezes acaba se tornado a maior roubada! Ele gosta muito d'"A Pequena Foquinha", um musical que é bem famoso para as personagens da série.
- Courtney Gripling: Totalmente oportunista e egocêntrica, Courtney leva muito a sério seu papel de garota mais popular da escola. Ela se orgulha da habilidade que tem em manipular as pessoas, mas fica intrigada com as verdadeiras amizades de Ginger. Por isso, Courtney decide arrancar Ginger de seu mundo e torná-la uma das garotas populares da escola e Ginger acaba se tornando a mais nova experiência de Courtney.
- Miranda Killgallen: A fria e calculista Miranda é a grande companheira de Courtney. Invejosa e mesquinha, ela adora fazer Ginger passar por dificuldades ou envergonhá-la na frente dos amigos. Miranda está sempre contando as piores fofocas ao pé do ouvido das pessoas, enquanto sorri como cara de santa para que ninguém perceba. Em um episódio, ela chantageou Ginger pois descobriu que ela tinha pernas cabeludas.
- Lois Foutley: Além de mãe solteira, Lois é uma enfermeira muito trabalhadora. Mas, por mais cansada que esteja, ela é sempre a primeira a chegar nas reuniões de pais e mestres da escola de seus filhos, Ginger e Carl. As crianças sabem muito bem que estão sempre em primeiro lugar para sua mãe, mesmo que em certas ocasiões ela tenha que demonstrar que se importa com a educação dos filhos com castigos e broncas. Às vezes, sem pensar muito bem no que vai dizer, as palavras não saem da forma correta e parecem um pouco bruscas, mas Ginger e Carl têm consciência que a mãe está sempre querendo o melhor para eles.
- Darren Patterson: É um menino muito bacana e carinhoso, e seu irmão mais velho, Will, por acaso é um dos mais populares da escola. Darren, aos doze anos, é um menino centrado e bastante seguro de si mesmo. Ginger admira sua inteligência e a popularidade que ele conseguiu sem ser convencido, apesar de achar que ele nem é tão gatinho por causa de aparelho que Darren usa… Porém, quando Darren tira o aparelho, Ginger passa a ser sua namorada. Quando eles rompem, Ginger desmaia, mas por causa da apendicite que ela tinha.
- Dodie Bishop: Ela é a melhor amiga de Ginger. Seus eternos boletins e notícias da galera mantém Ginger informada sobre o que está rolando na escola. Dodie sabe tudinho de cada um dos alunos da escola. Sabe por exemplo, quais as cores de batom que cada uma das meninas usa, porque algumas cores caem bem e outras não… Dodie quer, acima de tudo, se tornar popular entre os amigos da escola, mas ela faz tanta força para alcançar seu objetivo, que às vezes parece que está cada vez mais longe de consegui-lo.
- Macie Lightfoot: A pobre Macie tem sérios problemas respiratórios, é bastante neurótica e quase sempre está com uma terrível cara de pânico quando as coisas que acontecem ao seu redor saem um pouco do normal. Qualquer tipo de mudança faz com que ela fique assustada, e talvez por isso ela tenha o mesmo corte de cabelo desde a 3.ª série. É tão insegura, que sempre que vê outras crianças rindo, imediatamente pensa que só podem estar rindo dela. Macie precisa que suas amigas, Ginger e Dodie, lhe expliquem tudo que rola na escola. Mas se elas contam alguma novidade, ela entra em desespero! Em certos episódios, Macie revela que é louca pel'"A Pequena Foquinha", um musical que é bem famoso para as personagens da série.
- Carl Foutley: Carl é o irmão mais novo de Ginger. Ele sempre incomoda Ginger entrando em seu quarto. Ele vive bolando "planos" com seu amigo Hoodsey. Carl e Hoodsey sempre ficam na casinha do cachorro, onde fizeram um enorme espaço para ficar lá. OS dois guardam um olho putefrado. Esse é Carl, sempre irritando a vida de quase todo mundo!

## Enredo
A série foca na vida da estudante de Fundamental II Ginger Foutley, que junto com suas amigas Dodie Bishop e Macie Lightfoot, e seu amigo Darren Patterson, tentam se livrar do rótulo de "geeks" da escola, assim como resolvem os conflitos que aparecem em seu caminho. Mas Ginger tem a sorte de que a garota mais popular da escola, Courtney Gripplin, está muito interessada nela, e geralmente a inclui em seus planos sociais para que ela e Ginger sejam amigas. No entanto, Miranda Killgallen, tem certeza de que ela não será movida de sua posição de melhor amiga de Courtney por causa de Ginger.

## Elenco de dublagem (BR)
[carece de fontes?]
| Personagem                      | Dublador              |
| ------------------------------- | --------------------- |
| Ginger Foutley                  | Letícia Quinto        |
| Deirdre "Dodie" Hortense Bishop | Priscila Concépcion   |
| Macie Lightfoot                 | Melissa Garcia        |
| Darren Patterson                | Fábio Lucindo         |
| Courtney Gripling               | Eleonora Prado        |
| Miranda Killgallen              | Raquel Marinho        |
| Ian Richton                     | Rodrigo Andreatto     |
| Melissa "Mipsy" Mipson          | Márcia Regina         |
| Carl Foutley                    | Gabriel Noya          |
| Robert Joseph "Hoodsey" Bishop  | Vagner Fagundes       |
| Blake Sophia Gripling           | Diego Marques         |
| Brandon Bigsby                  | Leonardo "Léo" Caldas |
| Noelle Sussman                  | Fernanda Bullara      |
| Lois Foutley                    | Rosana Beltrame       |
| Joann Bishop                    | Rosa Maria Baroli     |
| Sr.ª Gordon (Professora)        | Isaura Gomes          |
| Sr. Hepper (Professor)          | Luiz Laffey           |
| Dr. David Dave                  | Luiz Antonio Lobue    |
| Sasha                           | Marcelo Campos        |
| Esperança Rogers                | Fernanda Bullara      |
| George Magroity                 | Alfredo Rollo         |
| Orion                           | Ulisses Bezerra       |
| Gravado nos Estúdios            | Dublavídeo - SP       |